# 張遼
張 遼（ちょう りょう、165年/169年 - 222年）は、中国後漢末期から三国時代の武将。字は文遠（ぶんえん）。并州雁門郡馬邑県（現在の山西省朔州市朔城区）の出身。前漢の聶壱（じょういつ）の子孫に当たるという。兄は張汎。子は張虎。孫は張統。『三国志』魏志「張楽于張徐伝」に伝がある。
後漢末の動乱期に丁原・董卓・呂布に仕えた後、曹操の配下となり軍指揮官として活躍した。

## 経歴・人物

### 雁門の勇
漢の武帝のころ、聶壱が武帝の密命を受けた王恢と共に、匈奴との交易を利用して騙し討ちを画策した（馬邑の役）ことから、聶壱の一族全体が単于の恨みを買っており、復讐を避けるために「張」に改姓したという。
若い頃に郡吏となり、武力が常人を越えていることから并州刺史の丁原に見出され、従事に採り立てられた。後に兵士を連れて洛陽に上り、何進の命で河北に赴き、募兵で1000人を集めて帰還した。しかしその時には、既に何進は宦官に殺害されていた。張遼は兵を率いたまま、丁原らを排除して実権を掌握した董卓の配下となり、董卓が王允と呂布に暗殺されると、呂布の配下となり、騎都尉となった。
初平3年（192年）6月、李傕・郭汜らが長安を攻撃すると、敗れた呂布に従って長安を出奔した。
呂布が徐州を支配すると、魯国相に任命された。この時の年齢は28歳であった。
建安3年（198年）春、高順と共に小沛の劉備を攻撃し、救援に来た曹操軍の夏侯惇を敗走させ、9月沛城を陥落させた。任命時期は不明だが、この時には北地太守となっている（『英雄記』）。同年12月、呂布が下邳で曹操に敗れて処刑されると、張遼は麾下の将兵と共に曹操に降伏し、中郎将・関内侯となった。

### 曹操配下として
建安5年（200年）に袁紹と曹操が決戦した官渡の戦いでは、その前哨戦である白馬の戦いにおいて、劉備からの降将である関羽と共に先鋒を務め、顔良の軍を破った。曹操は関羽が去ろうとしているのを察して張遼にそれを問わせ、関羽は正直に本心を吐露した。張遼は関羽を兄弟と呼び、敵ながら親交があった（「関羽伝」）。張遼は戦功により裨将軍に昇進した。
曹操が袁紹を破ると、別働隊を率いて魯国を鎮定した。その後、反乱を起こした東海の昌豨を夏侯淵と共に長期間包囲し、昌豨の心をよく推察し、夏侯淵の同意を得て説得の任にあたり降伏させた。昌豨が降伏した時、単身で三公山に上り昌豨の家族に挨拶したが、大将のやる事ではないと後日曹操から叱責を受けている。
建安7年（202年）9月、黎陽での袁譚・袁尚との戦いに従軍し、行中堅将軍に昇進した。
建安8年（203年）、3月に黎陽から逃走した袁兄弟を4月に鄴城に追い詰めた後、5月に曹操は許都に帰還したが、張遼は楽進と共に陰安を落とし、住民を河南に移した。
建安9年（204年）正月、鄴城包囲の軍に従軍し、8月に鄴城は陥落した。鄴城陥落後は別軍を率いて趙国・常山郡を制圧するなど功績を挙げ、黒山賊の孫軽らを降伏させた。
建安10年（205年）正月、南皮の袁譚攻略にも参加した。袁譚が敗れると別働隊を率いて海岸地帯を攻略し、遼東の賊の柳毅を破った。何夔と共に牟平の賊の従銭を破った（「何夔伝」）。
建安11年（206年）、鄴に帰還すると曹操は張遼を自ら出迎え、手を引いて車に乗せて歓待した。曹操は朝廷に楽進・于禁・張遼の栄誉を称えてこれを上奏し（「楽進伝」）、張遼は盪寇将軍に任命された。別軍を指揮して荊州を攻略し、江夏の諸県を平定、臨潁に駐屯し都亭侯に封じられた。
建安12年（207年）、曹操の柳城遠征に従軍し、蹋頓ら烏桓と遭遇すると、張遼は曹操に交戦を勧め、大きく気勢を奮せた。張遼は曹操から指揮の旗を授けられ、張郃と共に先鋒となり（「張郃伝」）、かくして烏桓を大破した（白狼山の戦い）。
荊州の劉表からの攻撃に備え、張遼は長社に派遣された。于禁が潁陰に、楽進が陽翟に派遣されており、三人はいがみ合うことがあったが、参軍の趙儼のおかげで統制された（「趙儼伝」）。軍中に反乱を計画する者があり、一時軍中が動揺したが、張遼と親衛隊数名は威厳を示し軍の動揺を鎮めた上、反乱の首謀者をつき止め誅殺した。
建安13年（208年）、曹操が荊州を征伐する際、于禁・張遼・張郃・朱霊・李典・路招・馮楷の7将軍は、章陵太守・都督護軍となった趙儼に統括された（「趙儼伝」）。赤壁の戦い、張遼は呉の水軍に撃沈された。
建安14年（209年）、陳蘭・梅成が氐族の6県と手を組み反乱を起こすと、于禁・臧覇らと共に討伐に赴き、張遼は張郃・牛蓋を率いて陳蘭の攻略を担当した。于禁らが攻略を担当した梅成は早々に降伏したが、その後再び反乱を起こし、陳蘭と合流するため灊山に入った。灊山も陳蘭が篭る天柱山も要害で、険しい道しか存在しない難所であったが、張遼は山の下に陣営を置き、部下の反対を押し切って陳蘭・梅成を攻撃し、2人の首を斬り、その軍勢を降伏させた。于禁が張遼に兵糧を送り、臧覇が援軍の韓当を撃退したので、張遼はこの戦いに専念できたという（「于禁伝」「臧覇伝」）。曹操は諸将の功績を調べ、張遼の功績を特に称え、領地を倍増し、仮節を与えた。
当時、張遼は于禁・楽進・張郃・徐晃と共に名将と謳われており、曹操が征伐に出る度に五人が交代で、進攻のときは先鋒となり、撤退のときは殿軍となっていた（「于禁伝」）。

### 合肥戦線

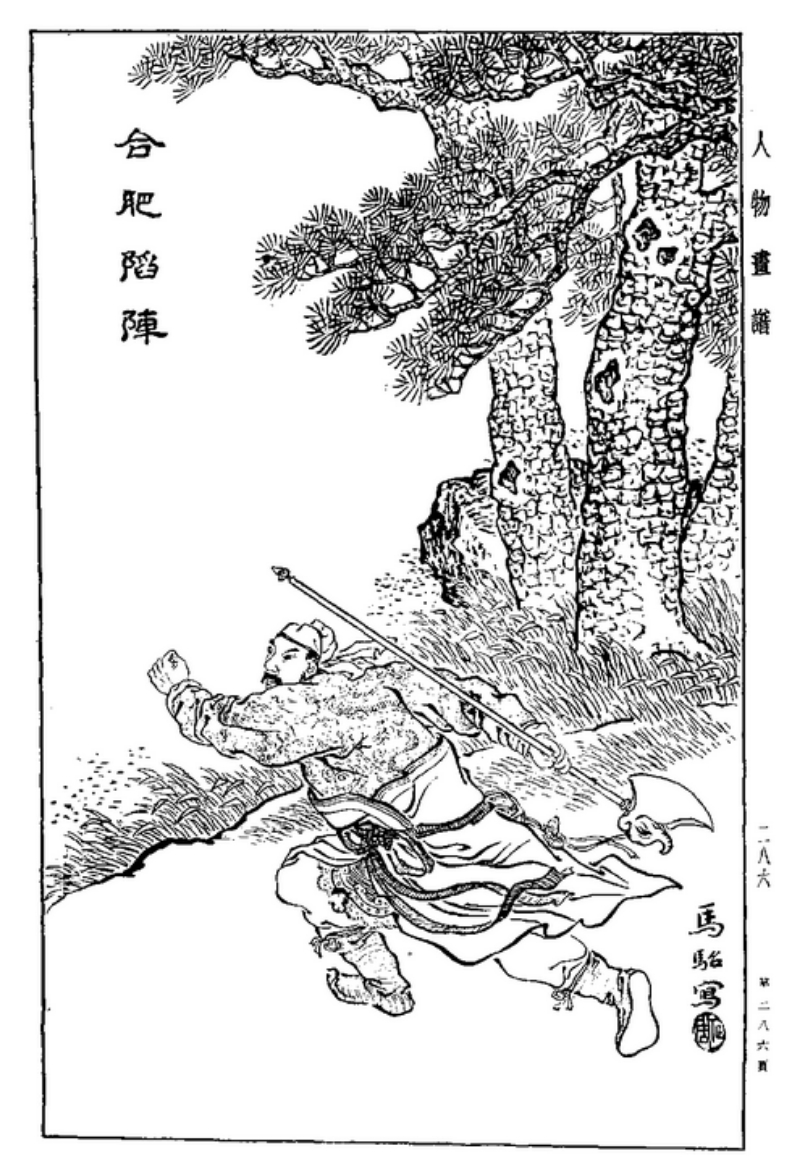
張遼

ある時、張遼は護軍の武周と仲違いし、揚州治中の胡質を護軍にしてもらえるよう揚州刺史の温恢に求めた。胡質は武周が優れた人物であるのに張遼が仲違いした事を理由に辞退し、張遼は反省して武周との仲を修復した（「胡質伝」）。
建安19年（214年）5月、孫権は呂蒙の言に従い皖城を攻撃して攻略し、曹操が派遣した廬江太守の朱光を捕えた。後に曹操の援軍として張遼が夾石まで来ていたが、落城の知らせを聞き退却した。
建安20年（215年）8月、張遼は楽進・李典と共に合肥に駐屯していたが、孫権は自ら10万と号した大軍を率いて侵攻してきた（合肥の戦い）。曹操は張魯を攻撃するため漢中に遠征していたが、護軍の薛悌を遣わし三将に文書で「張遼と李典は城を出て戦い、楽進は城で護軍を守れ」という指令を与えていた。張遼はこれに基づいて作戦を立て、楽進が薛悌と共に城を守り、張遼は李典と共に出撃して敵軍の出鼻を挫くことにした。楽進・李典・張遼は元来不仲で折り合いが悪かったが、国家の危機にあって私怨は問わないとし、共同してこれに当たった。夜中に敢えて自らに従うという精兵を選別し800人を集め、牛を殺して将兵に振る舞い、翌朝出撃した。
孫権軍の先行部隊が到着すると、孫権軍が集合していない時だったので、張遼は鎧を着込み戟を持ち、自ら先鋒となって敵陣へ突撃し、敵兵数十人と陳武を含む2人の将校を斬り、孫権まで迫ったので、孫権は戟を持って戦いつつ退走した。張遼は孫権の軍勢が丘に退げたのを見ると、孫権に「下りてきて戦え！」と怒鳴りつけた。孫権は張遼らの軍勢が寡兵である事を見てとり、張遼軍を囲んだが、張遼は左右を指した直後に孫権軍の意表を突く形で正面を突破した。しかし張遼と共に突破できた兵は多くなく、包囲の中に残された張遼の兵たちは「将軍、私達を見棄てるのですか」と悲鳴をあげた。張遼は再び引き返して包囲の中に突入、配下を助け出し、さらにまた包囲を破って脱出した。この日、張遼らは半日間の間戦い続けたとされている。この余りに不意打な攻撃に、孫権軍の先行部隊はすっかり意気消沈し、この奮闘に勇気づけられて曹操軍の将兵は城を守り通した。孫権の後続部隊が続々と到着し、潘璋・賀斉が張遼を押し返し、前線を維持することに成功した。当初の目的を達したとみた張遼は合肥に引き返した。士気が回復した孫権軍は十数日間ほど合肥城を包囲したが落とすことは出来ず、陣中で疫病が発生したため撤退を開始した。
この時、孫権は最後衛で配下の武将らと共に撤退の指揮を執っていた。孫権らの軍勢が寡兵である事を見た張遼は7000余の騎兵を引き連れ、城から出て追撃した。退路には川が流れており、逍遥津に津橋という橋が架かっていた。この時、孫権の大軍が既に前線から撤退し、逍遥津の北には孫権と残りの近衛歩兵1000人余りと、呂蒙・蔣欽・凌統・甘寧が残るのみであった。孫権軍は張遼に追撃され、呂蒙・凌統が死に物狂いで殿軍を務め、これに応戦した。孫権は騎射で急襲に応じ、橋まで退却したが、橋はすでに曹操軍によって一部が撤去されていたため、谷利が孫権の馬に鞭を当てて勢いをつけさせ、孫権はその勢いのままにこれを飛び越えたと言われる。張遼らは凌統の配下300人を全滅させ、凌統は張遼軍の兵士を数十人殺し、全身に傷を負いながらも、孫権が退却した事を知ると泳いで退いた。
孫権の勇武と騎射には張遼も賛嘆させられ、孫権を知らなかった張遼が戦いの後、呉の降兵に「今しがた、紫の髯をたくわえ背丈は高いが足が短く、馬に達者で弓の巧い将軍がいたが、あれは誰か」と尋ねると、降兵は「その方が孫権様でございます」と答えた。それを聞いた張遼は、楽進に「あれが孫権と知っていれば急追して捕まえられただろう」と言って、捕まえ損ねた事を惜しんだ。張遼はこの戦功で征東将軍に任命された。
建安21年（216年）、孫権征伐のために親征した曹操は、張遼が戦った場所を見て嘆息したという。張遼の兵士を増加させ、居巣に駐屯させた。
建安22年（217年）2月、濡須口の戦いでは臧覇と共に先鋒を務め、孫権の築城部隊を撤退させた。曹操軍が先行したため、大雨が降って水位が上がり孫権軍が迫ってきた。将士は不安になり、これを恐れて張遼は撤退を考えたが、臧覇は曹操が自分たちを見捨てる事はないから命令を待つべきだと反対した。果たして次の日に後退命令があった（「臧覇伝」）。後退した曹操軍の先鋒部隊が陣を築きに、その隙を突き呂蒙が曹操の大軍を打ち破る。結局曹操は濡須塢で孫権の長江防衛を攻め落れず、逆に孫権軍に撃退され戦果もなく引き揚げた。戦いの後に張遼を引き続き留め置き、居巣に残留する夏侯惇の指揮下に置いた。
建安24年（219年）、関羽が曹仁を包囲した時、孫権は同盟していたため揚州への備えの必要がなかったことから、曹操は張遼らの軍を曹仁の救援に向かわせた。張遼が辿り着かないうちに、徐晃が関羽を破って曹仁の包囲を解いていた。張遼は曹操の本営がある摩陂に出向き、曹操は張遼を労った。その後、陳郡に駐屯した。
延康元年（220年）、正月に曹丕が王位に即くと、夏侯惇の後任となる前将軍に任じられ、領地を分割して兄の張汎と一子を列侯に封じることを許された。孫権が再び反乱を起こすと、合肥に戻った。都郷侯に昇進し、母や家族も厚遇を与えられた。10月、曹丕が帝位に即くと晋陽侯に封ぜられ、食邑1000戸を加増されて、以前と合せて2600戸となった。
黄初2年（221年）、張遼が洛陽に入朝すると、曹丕（文帝）は張遼を建始殿に案内した上で引見し、合肥などでの戦況の話を聞き、その武勇を召虎に例えこれを称賛した。張遼のために邸宅が建てられ、張遼の母のためにも御殿が造成された。また、合肥で張遼の求めに応じて突撃した兵士たちは、近衛兵に取り立てられた。孫権が再び藩属したため、張遼は雍丘に駐屯したが、病気に罹った。曹丕は侍中の劉曄と太医を派遣し手厚く見舞いを送り、元の部下達も心配した。またある時は、曹丕自身の行在所に張遼を招き、親しく見舞ったりもした。張遼は病気が少し直ったところで、元の駐屯地に戻る事になった。
黄初3年（222年）、再び反乱を起こした孫権を討つため、曹丕は張遼に命令し、曹休と共に海陵に行き、長江の畔に布陣する事を命令した。張遼は病身であったが、孫権は「張遼、病むと雖も当るべからず（「張遼伝」）。これを慎め（張遼が病んでいるのだとしても、軽々しく挑んではならず、これには危機感を持って当たらなければならない）」と言い。張遼は曹休や臧覇と共に呂範を破った。後に呉軍は臧覇を反撃して破り、尹盧（尹礼か）を討ち取ったが、曹休と張遼などが呉軍に打ち破られ、その後、病が重くなり江都で死去した。享年58歳（もしくは54歳）。曹丕は涙を流しその死を悼んだ。剛侯と諡され、子の張虎が爵位を継いだ。
黄初6年（225年）、曹丕は張遼と李典の合肥での戦功を称するため詔勅を出し、それぞれの領地から100戸を分割して、1子を関内侯に封じた。
正始4年（243年）秋7月、曹芳（斉王）は詔勅を下し、曹操の廟庭に功臣20人を祭った。その中には張遼も含まれている（「斉王紀」）。

## 評価
陳寿は、曹操在世時に最も功績があった将軍として、張遼・楽進・于禁・張郃・徐晃の五人を一つの巻に収録しており（張楽于張徐伝）、張遼はその筆頭に位置付けられている。
『魏書』は、張遼が捕虜の中から抜擢され、佐命立功して名将となったことを、曹操の人物眼が優れていたことの例えとして挙げている。
『傅子』は、曹仁の勇に次ぐのが張遼であるとしている。
唐の史館が選んだ中国史上六十四名将にも選ばれている（武廟六十四将）。他に魏で選ばれているのは鄧艾だけである。
洪邁は『容斎随筆』で、寡兵で大軍に勝利することで方面を守った例として、張遼が孫権を合肥に走らせ、郭淮が蜀軍を陽平に拒み、徐晃が関羽を樊口に却けたことを挙げている。

## 張遼に関する言説
張遼は、その名将振りから魏将の中でも極めて人気が高い武将の一人である。清末民国初の文学者古直は『曹子建詩箋』において、曹植の楽府「白馬篇」に詠われる武者の姿は、207年の烏桓討伐時の張遼をモデルにしているのではないかと推測している。
また『蒙求』には「張遼止啼」という標題があり、張遼の武勇は江東にも広く轟いたので、江東の子供が泣き止まない時も「遼来遼来（張遼が来るぞ）」と言えば必ず泣き止んだ、という逸話が紹介されている。また『泣く子も黙る』という言葉の由来とも言われる。

## 三国志演義の張遼
小説『三国志演義』の第十一回に呂布の武将の「八健将」として登場するが、後に劉備の武将関羽に見込まれ、呂布の武将であることに迷いを感じるようになる。思慮が浅い呂布に対して忠言を続けたが、なかなか採用されなかった。
第十九回、下邳落城の場面で命乞いする呂布を「呂布の匹夫め！もはや死あるのみ、今更何を恐れる事があろうか」と大喝し、「貴様を殺せなかった事が残念だ」と曹操を罵って自ら頸を延べるが、激怒した曹操を劉備が「このような誠の武士こそ取り立てて然るべきかと」と止め、関羽も「拙者、文遠殿が忠義をよく知る者。命を懸けてお引き受け致します、何卒ご助命を！」と助命を懇願した事で、曹操も「戯（ざ）れてみただけだ」と戦袍（せんほう。ひたたれ）を張遼に与え、これに感激した張遼は降伏の意を示し、以後、曹操の配下となる。
後に曹操が決死の関羽を包囲した際に、張遼が助命の恩に報いるべく説得を申し出、関羽の「罪」を説き曹操へ帰順させることに成功するが、その際に3つの条件を関羽から突きつけられる。
また、関羽が斬った顔良・文醜に張遼は苦戦している。二将を斬り曹操への恩返しとした関羽は、袁紹に身を寄せている劉備の元に帰参するため、曹操と張遼の家を訪問しているが、曹操と同様仮病を使い面会を断っている。その後、関羽が無断で曹操の元から退去しようとすると、曹操らと共にそれを見送る。五関を突破した関羽の元に、曹操からの許可状を届けに再び登場し、関羽を憎む夏侯惇との間を仲裁することになる。
赤壁の戦いにも従軍し、火計により敗走する曹操に付き従う。華容道において曹操と同様に関羽と遭遇したが、関羽は情により張遼を見逃す。
第五十三回では合肥で楽進・李典とともに孫権軍を破り宋謙を戦死させ、内通者による夜襲を看破し太史慈ごと伏兵に弓矢の一斉射撃をさせ返り討ちにしている。
第六十七回では、楽進・李典を従える重厚な指揮官として描写されるが、この戦いに関しては、寧ろ『三国志』本伝の方が大々的に張遼の武勇と行動力を書き綴っている。
第八十六回において、曹丕の呉征伐の親征に徐晃と共に従い、徐盛の偽城の計略に驚いた曹丕が退却するのを護衛する最中、兵を伏せていた丁奉の矢を腰に受け、その傷が原因で死去している。